# Theo Laseroms
Theo Laseroms (Roosendaal, 8 marzo 1940 – Zwolle, 25 aprile 1991) è stato un allenatore di calcio e calciatore olandese, di ruolo difensore.
Laseroms, soprannominato The Tank, dal noto modello di carroarmato, era famoso per i suoi tackles. Ha giocato quattro stagioni al Feyenoord tra la fine degli anni sessanta e l'inizio degli anni settanta. Ha fatto parte della squadra che ha vinto la Coppa dei Campioni I nel 1970 (2-1 contro il Celtic) e nello stesso anno la Coppa del Mondo contro gli argentini Estudiantes de La Plata. Ha anche vinto due campionati con il Feyenoord, nelle stagioni 1968-69 e 1970-71. Nelle stagioni 1969/70 e 1971/72 Laseroms finì secondo con il Feyenoord. Nella stagione 1968-69 fu vinta la KNVB Cup.

## Carriera

### Giocatore
La sua carriera iniziò nel 1956 alla RBC, seguita dalla NAC nel 1958. In quell'anno, come ala destra, fu selezionato per una partita della nazionale olandese contro il Sudafrica. Nel 1963 si trasferì allo Sparta, con cui vinse la coppa KNVB nel 1966.
Nel 1968 si trasferì al Feyenoord e formò un forte duo difensivo con Rinus Israël. Dopo essersi ritirato dal Feyenoord nel 1972, ha giocato altri due anni per il club belga KAA Gent. Laseroms ha infine trascorso un periodo con l'Ajax ad Amsterdam nella stagione 1975/76, dove giocò tra gli altri con Johnny Dusbaba, Ton Wickel, Frank Arnesen, René Notten, Sören Lerby, Tscheu La Ling, Ruud Geels e Geert Meijer. Qui fu allenato da Rinus Michels nel suo secondo periodo.

### Allenatore
Successivamente, Laseroms ha iniziato una carriera di allenatore senza successo con Heracles, Helmond Sport, FC Vlaardingen, Trabzonspor e club del Bahrain e dell'Arabia Saudita.

## Ultimi anni
Terminata l'esperienza da tecnico, è tornato nei Paesi Bassi dove un arresto cardiaco nel 1991 pose fine alla sua vita. Fu cremato a Rotterdam.

## Palmarès

### Giocatore

#### Competizioni nazionali
- Campionato olandese: 2

Feyenoord: 1968-1969, 1968-1969
- Coppa dei Paesi Bassi: 2

Sparta Rotterdam: 1965-1966
Feyenoord: 1968-1969

#### Competizioni internazionali
- Coppa dei Campioni: 1

Feyenoord: 1969-1970
- Coppa Intercontinentale: 1

Feyenoord: 1970